# 스페인의 코마르카
스페인의 코마르카(스페인어: comarcas) 혹은 코마르카스는 스페인의 주에 속하는 하위의 행정 구역 개념으로서 역사적으로 오래전부터 자치 지방이 자치 주로 나뉘며 모든 지방에 적용되는 것은 아니다. 스페인의 자치 지방은 50개의 주를 17개로 나눠 놓은 것이므로 주의 하위 개념으로 코마르카스(스페인어: comarcas)가 존재한다고 볼 수 있다. 스페인에서 쓰이는 다른 지역 언어로 쓰면 다음과 같다.
- 카탈루냐어 comarques
- 갈리시아어 comarcas
- 바스크어 eskualdean

일부 경우에는 코마르카의 지위가 공식으로 지정되지 않은 경우도 있다. 이는 협곡이나 분지, 산악 지대에 이름을 단순히 붙였거나 역사적 사건이 일어난 경우 그 이름을 차용해서 명명했기 때문으로 고대 왕국의 이름을 코마르카스의 이름으로 쓴 경우도 있다. 해당 경우 일부 자치 단체들이 모여 mancomunidad(만코무니다드)를 구성하기도 한다. 대표적인 예로 타울라 달 세니아가 있으며 공공재 관리를 허용하는 유일한 법적 허용체이다.
두 개의 주로 자체가 나뉘는 경우도 있으며 세르다냐의 경우 남서부의 반은 스페인의 코마르카이지만 북동쪽 절반은 프랑스령으로 Cerdagne라 불린다.

## 같이 보기
- 스페인의 광역자치주
- 스페인의 도